# Szarłat

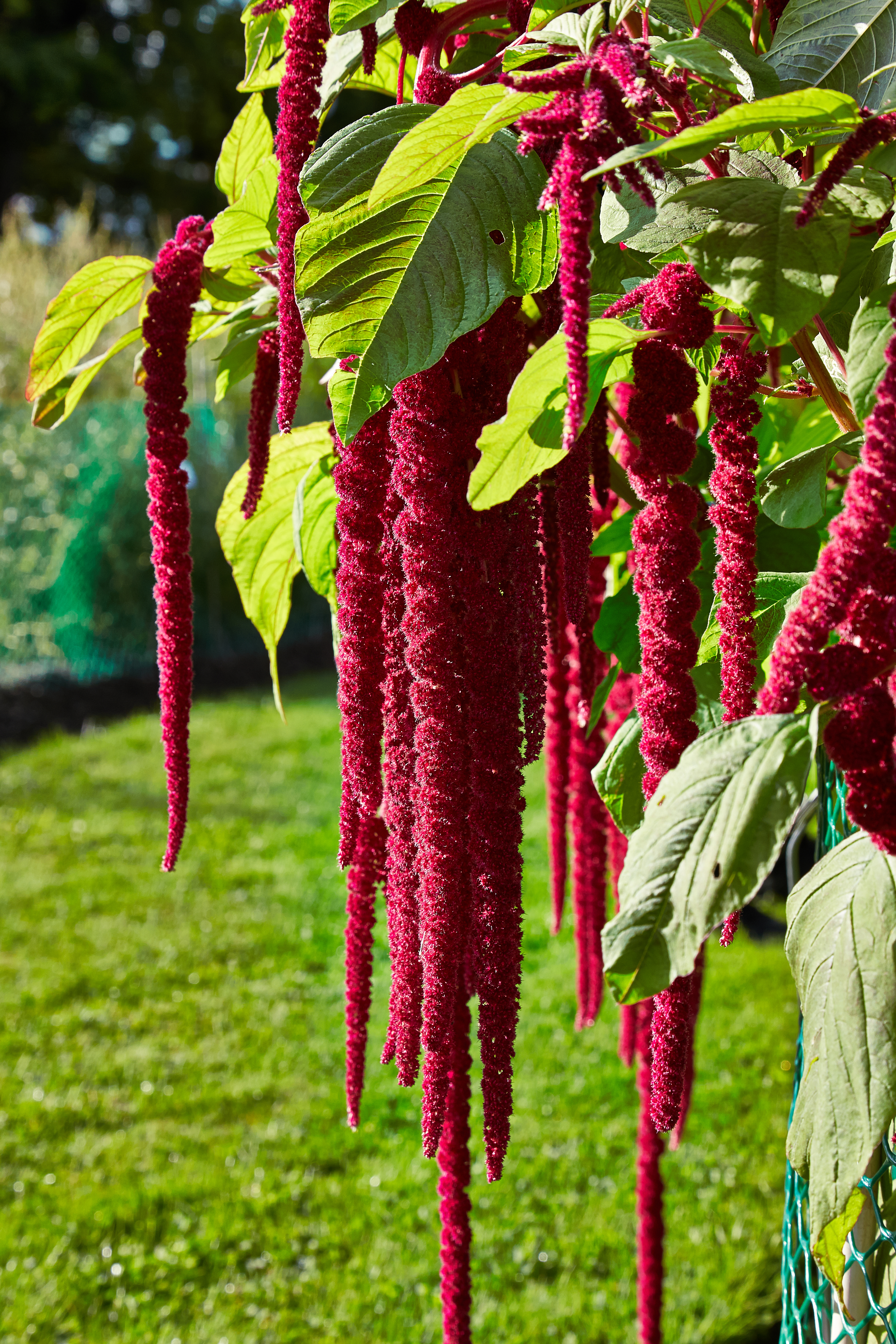
Szarłat zwisły

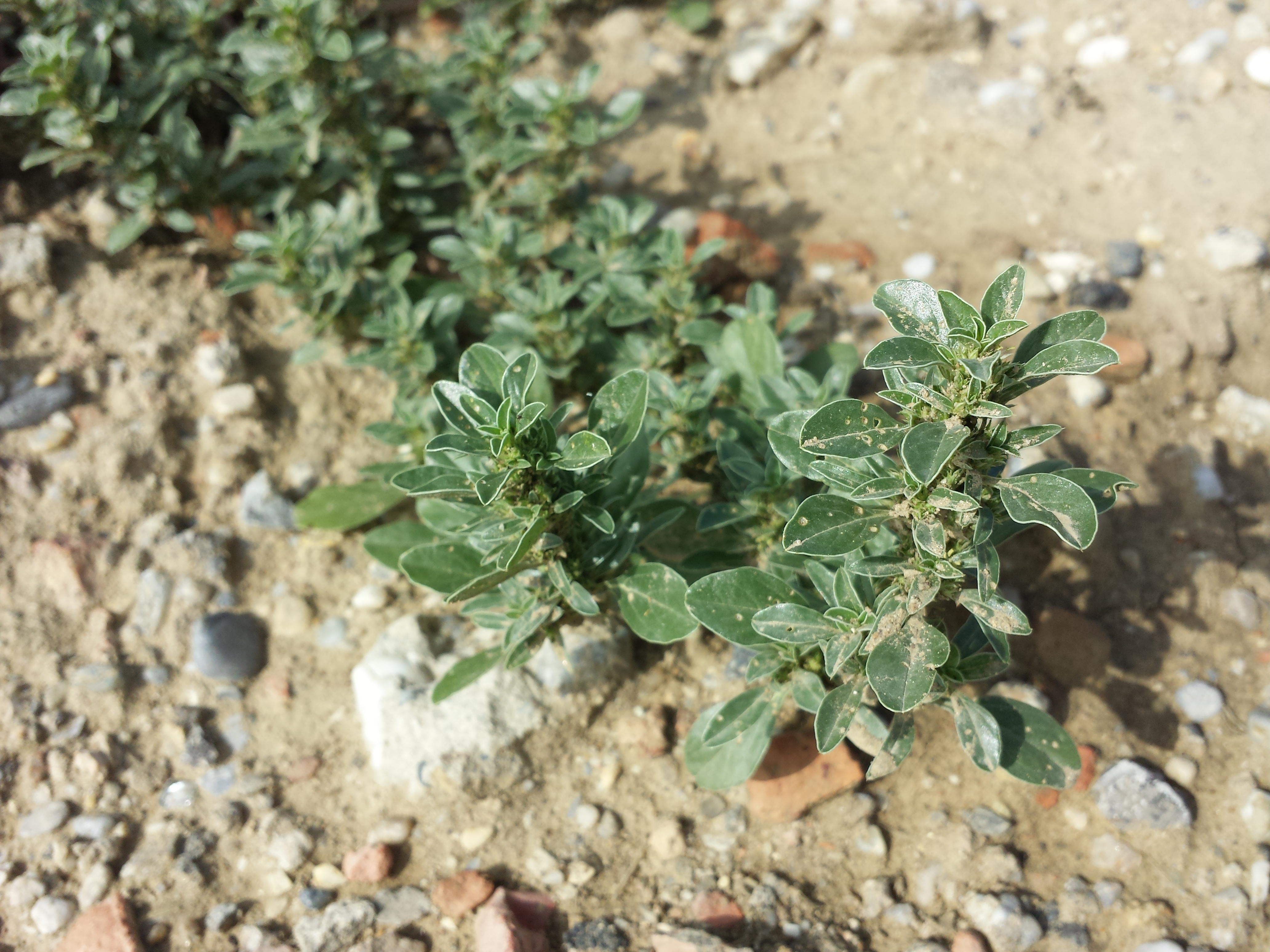
Szarłat komosowaty

Szarłat (Amaranthus) – rodzaj roślin należących do rodziny szarłatowatych. Obejmuje ok. 70–94 gatunków. Rodzaj jest współcześnie kosmopolityczny, przy czym najwięcej gatunków występuje w strefie międzyzwrotnikowej, zwłaszcza w tropikalnej i subtropikalnej Azji i Ameryce. Wiele gatunków zostało szeroko rozprzestrzenionych i występują jako gatunki inwazyjne poza swym pierwotnym zasięgiem. W Polsce wszystkie gatunki są obce, 5 jest zadomowionych, a 9 przejściowo dziczejących. 
Wiele gatunków szarłatu to chwasty, ale też liczne są wykorzystywane jako rośliny jadalne i ozdobne. U gatunków jadalnych spożywane są nasiona lub liście, albo jedne i drugie. Jadalne nasiona (dawniej spożywano także liście) ma zwłaszcza szarłat zwisły A. caudatus i szarłat wyniosły A. cruentus, głównie młode pędy spożywane są w przypadku szarłatu trójbarwnego A. tricolor.

## Rozmieszczenie geograficzne

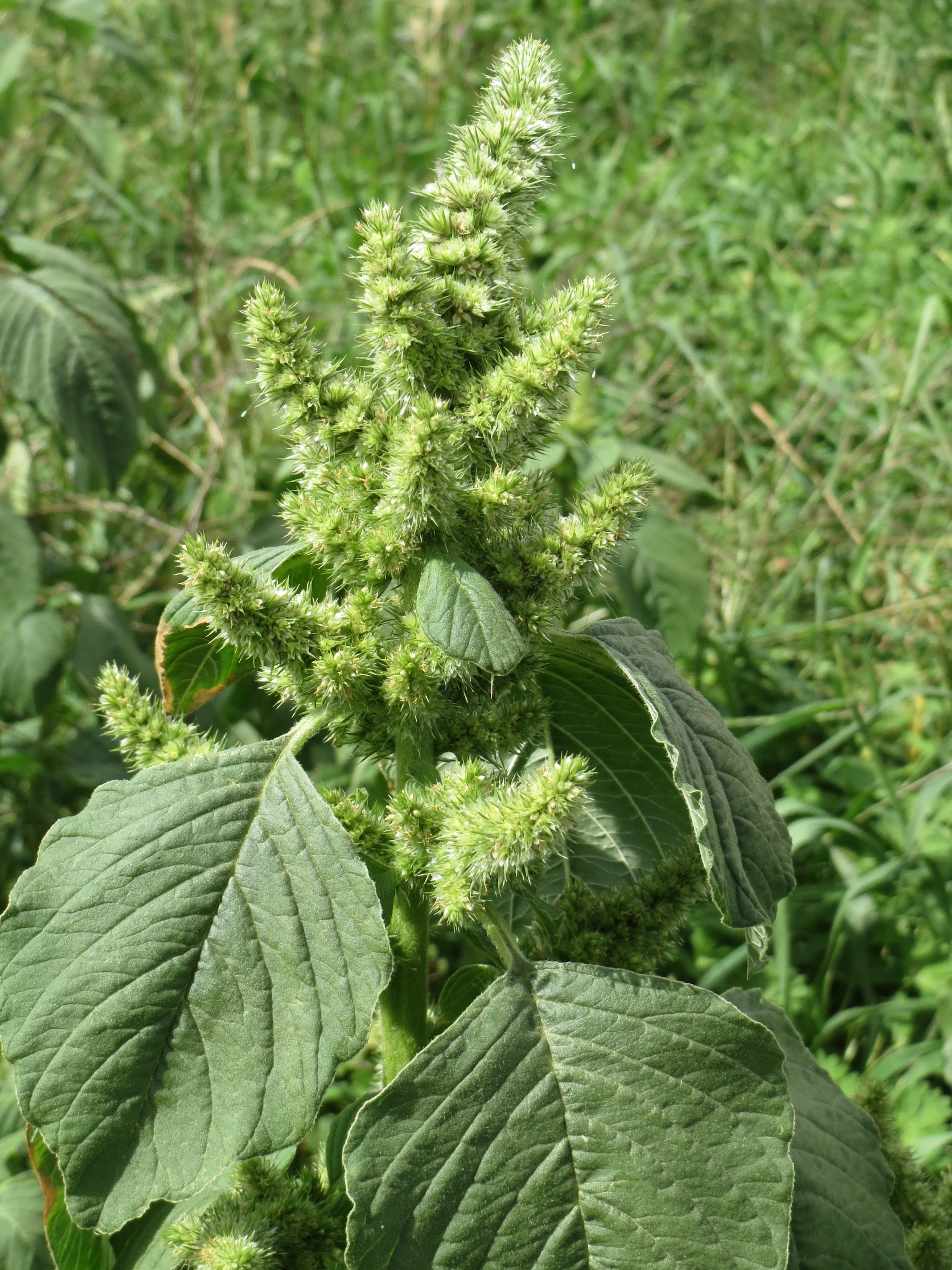
Szarłat szorstki

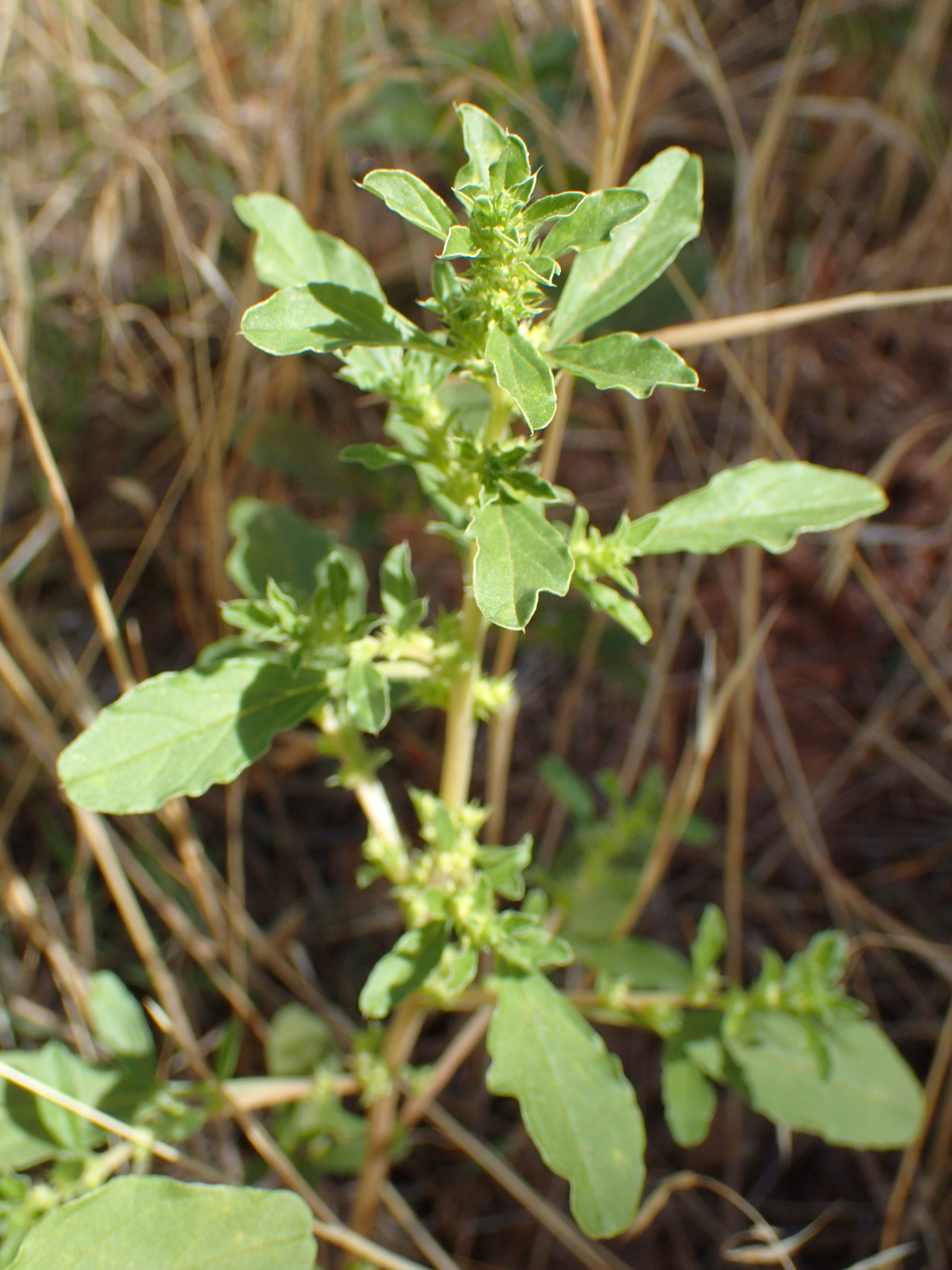
Szarłat biały

Zasięg rodzaju obejmuje całą strefę międzyzwrotnikową oraz ciepłe obszary stref umiarkowanych. Rodzaj najbardziej zróżnicowany jest w tropikalnej i subtropikalnej Azji i Ameryce. Na półkuli północnej w strefie klimatu umiarkowanego i chłodnego występują głównie lub wyłącznie gatunki introdukowane. W Europie, w południowej części kontynentu jako gatunki rodzime rosną tylko dwa gatunki szarłatu, ale liczne są introdukowane i obecne na całym kontynencie. 
Gatunki flory Polski
Antropofity zadomowione:
- szarłat biały Amaranthus albus L.
- szarłat komosowaty Amaranthus blitoides S. Watson
- szarłat prosty, sz. zielony Amaranthus chlorostachys Willd. ≡ A. hybridus L.[4]
- szarłat siny Amaranthus lividus L. ≡ A. blitum subsp. oleraceus (L.) Costea[4]
- szarłat szorstki Amaranthus retroflexus L.

Efemerofity:
- szarłat Bouchona Amaranthus bouchonii Thell ≡ A. hybridus subsp. hybridus[4]
- szarłat ciemny[7], sz. wierzbolistny[9] Amaranthus melancholicus L. ≡ A. tricolor L.[4]
- szarłat Dintera Amaranthus dinteri Schinz
- szarłat nagi Amaranthus angustifolius Lam. ≡ A. graecizans subsp. graecizans[4]
- szarłat kalifornijski Amaranthus californicus (Moq.) S. Watson
- szarłat Palmera Amaranthus palmeri S. Watson
- szarłat pochylony Amaranthus deflexus L.
- szarłat smukły[7], sz. niski[9] Amaranthus gracilis Desf. ex Poir. ≡ A. viridis L.[10]
- szarłat Standleya Amaranthus standleyanus Parodi ex Covas

## Morfologia
PokrójRośliny jednoroczne, rzadko byliny. Pędy płożące, podnoszące się i prosto wzniesione, zwykle rozgałęzione, osiągające nawet do 3 m wysokości. Pędy często czerwonawo lub bordowo nabiegłe.
LiścieSkrętoległe. Blaszka pojedyncza, równowąska, lancetowata, rombowata, jajowata po okrągławą, u nasady zaokrąglona lub zwężająca się, zwykle całobrzega, na wierzchołku zaostrzona lub tępa, często wycięta.
KwiatyDrobne, jednopłciowe, wiatropylne, zebrane w gęste, wzniesione lub zwisające, kuliste lub wydłużone kłosy. Działki kielicha w liczbie 1–5, przejrzyste, papierzaste, płatków korony brak. Pręcików jest 1–5, zalążnia jednokomorowa, z 3 szyjkami.
OwoceJednonasienna, kulistawa lub jajowata torebka o ścianie nagiej i błoniastej. Nasiono kulistawe lub soczewkowate, o łupinie zwykle gładkiej i błyszczącej.

## Systematyka
Pozycja systematyczna

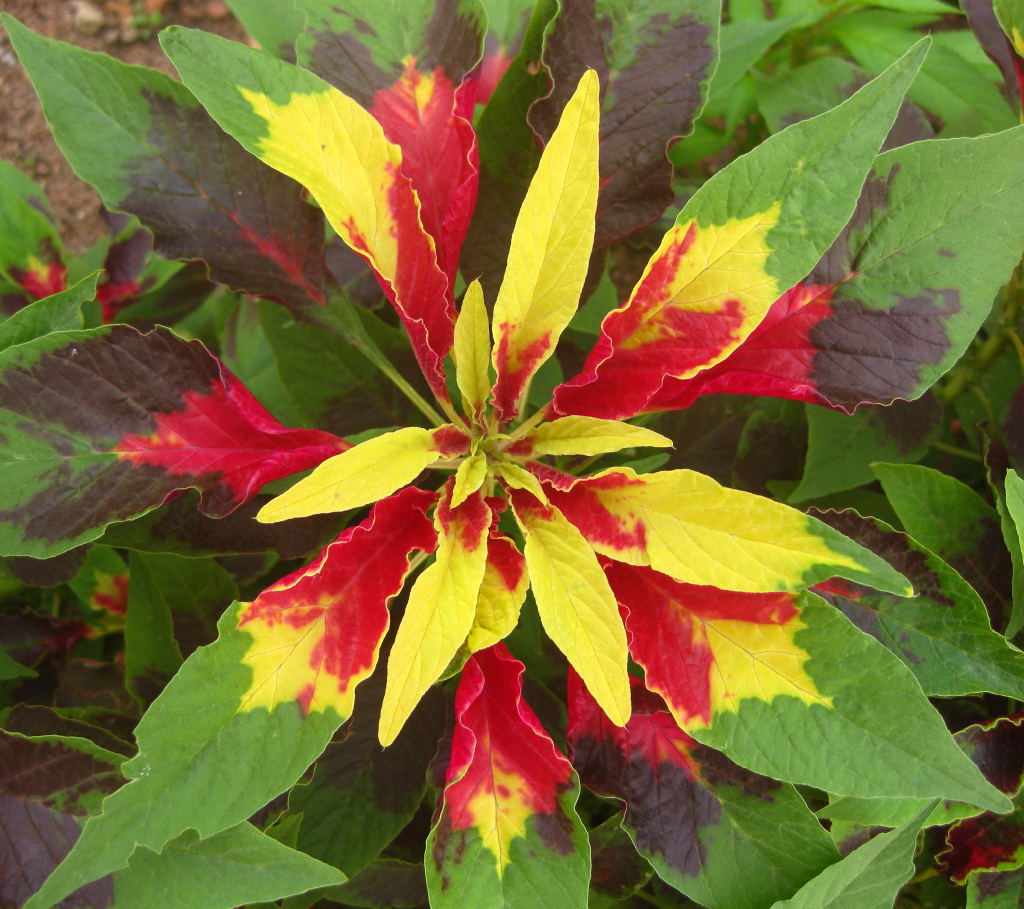
Szarłat trójkolorowy 'Perfecta'

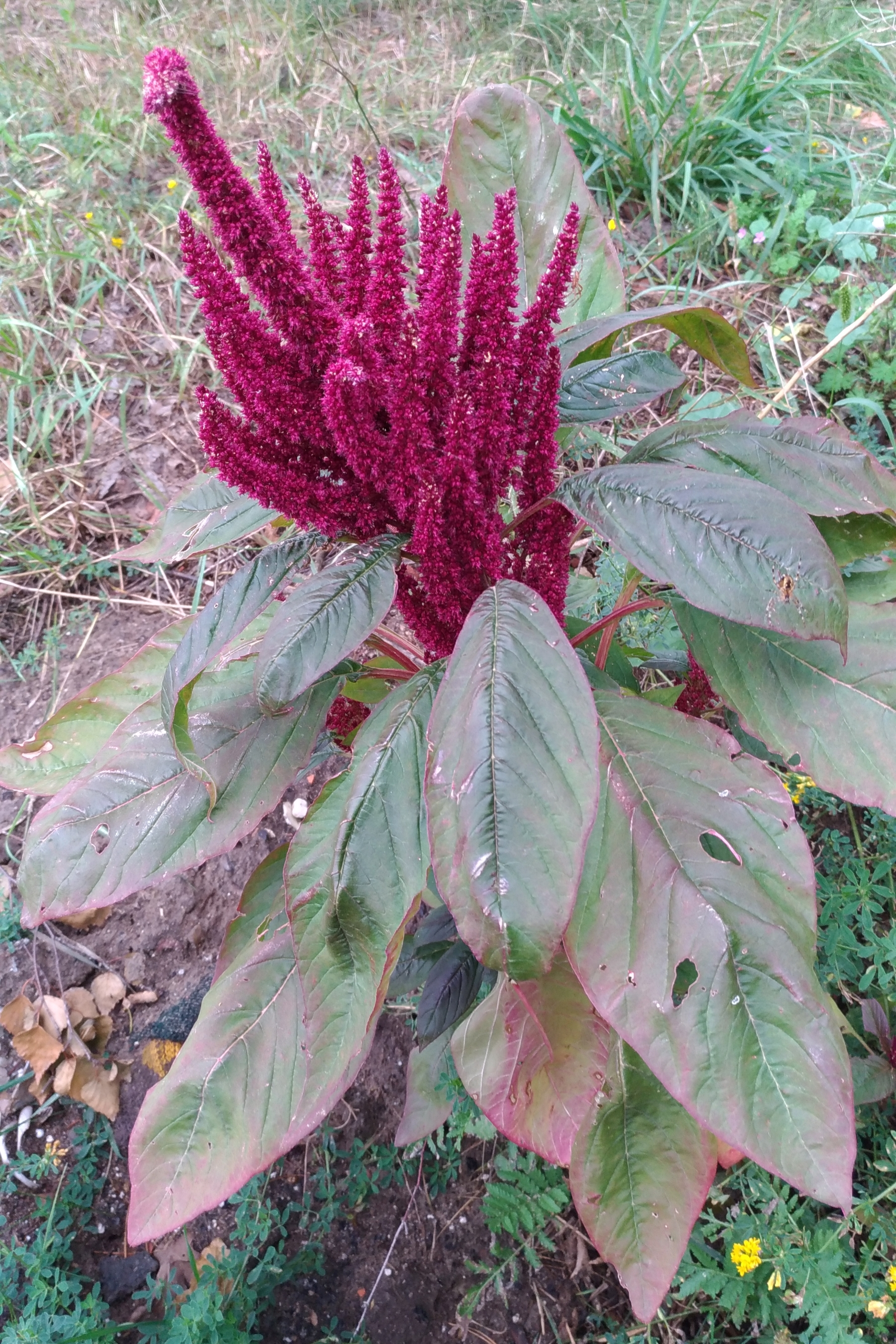
Szarłat wyniosły

Rodzaj z rodziny szarłatowatych (Amaranthaceae). W jej obrębie należy do podrodziny Amaranthoideae Burnett i plemienia Amarantheae Reichenbach. Rodzaj dzielony jest na trzy podrodzaje: Amaranthus i Albersia (rośliny jednopienne) oraz Acnida (rośliny dwupienne).
Wykaz gatunków
- Amaranthus acanthobracteatus Henrard
- Amaranthus acanthochiton J.D.Sauer
- Amaranthus acutilobus Uline & W.L.Bray
- Amaranthus albus L. – szarłat biały
- Amaranthus anderssonii J.T.Howell
- Amaranthus arenicola I.M.Johnst.
- Amaranthus asplundii Thell.
- Amaranthus atropurpureus Roxb.
- Amaranthus aureus F.Dietr.
- Amaranthus australis (A.Gray) J.D.Sauer
- Amaranthus bahiensis Mart.
- Amaranthus bengalense Saubhik Das & Iamonico
- Amaranthus blitoides S.Watson – szarłat komosowaty
- Amaranthus blitum L.
- Amaranthus brandegeei Standl.
- Amaranthus brownii Christoph. & Caum
- Amaranthus × budensis Priszter
- Amaranthus × cacciatoi (Aellen ex Cacciato) Iamonico
- Amaranthus californicus (Moq.) S.Watson – szarłat kalifornijski
- Amaranthus cannabinus (L.) J.D.Sauer
- Amaranthus capensis Thell.
- Amaranthus cardenasianus Hunz.
- Amaranthus × caturus B.Heyne ex Hook.f.
- Amaranthus caudatus L. – szarłat zwisły
- Amaranthus celosioides Kunth
- Amaranthus centralis J.Palmer & Mowatt
- Amaranthus clementii Domin
- Amaranthus cochleitepalus Domin
- Amaranthus commutatus A.Kern.
- Amaranthus congestus C.C.Towns.
- Amaranthus crassipes Schltdl.
- Amaranthus crispus (Lesp. & Thévenau) A.Braun ex J.M.Coult. & S.Watson
- Amaranthus cruentus L. – szarłat wyniosły, sz. wiechowaty
- Amaranthus cuspidifolius Domin
- Amaranthus deflexus L. – szarłat pochylony
- Amaranthus dinteri Schinz – szarłat Dintera
- Amaranthus fimbriatus (Torr.) Benth.
- Amaranthus floridanus (S.Watson) J.D.Sauer
- Amaranthus furcatus J.T.Howell
- Amaranthus graecizans L. – szarłat nagi
- Amaranthus grandiflorus (J.M.Black) J.M.Black
- Amaranthus greggii S.Watson
- Amaranthus hunzikeri N.Bayón
- Amaranthus hybridus L. – szarłat prosty, sz. zielony
- Amaranthus hypochondriacus L. – szarłat koński
- Amaranthus induratus C.A.Gardner ex J.Palmer & Mowatt
- Amaranthus interruptus R.Br.
- Amaranthus × jansen-wachterian us Thell.
- Amaranthus kloosianus Hunz.
- Amaranthus lepturus S.F.Blake
- Amaranthus lombardoi Hunz.
- Amaranthus looseri Suess.
- Amaranthus macrocarpus Benth.
- Amaranthus minimus Standl.
- Amaranthus mitchellii Benth.
- Amaranthus muricatus (Gillies ex Moq.) Hieron.
- Amaranthus neei D.B.Pratt, Sánch.Pino & Flores Olv.
- Amaranthus obcordatus (A.Gray) Standl.
- Amaranthus × ozanonii Thell.
- Amaranthus palmeri S.Watson – szarłat Palmera
- Amaranthus paraganensis Saubhik Das
- Amaranthus pedersenianus N.Bayón & C.Peláez
- Amaranthus persimilis Hunz.
- Amaranthus peruvianus (Schauer) Standl.
- Amaranthus polygonoides L.
- Amaranthus powellii S.Watson
- Amaranthus praetermissus Brenan
- Amaranthus pumilus Raf.
- Amaranthus × pyxidatus (Contré) Iamonico
- Amaranthus rajasekharii Sindu Arya, V.S.A.Kumar, W.K.Vishnu & Iamonico
- Amaranthus × ralletii Contré
- Amaranthus retroflexus L. – szarłat szorstki
- Amaranthus rhombeus R.Br.
- Amaranthus rosengurttii Hunz.
- Amaranthus saradhiana Sindu Arya, V.S.A.Kumar, W.K.Vishnu & Rajesh Kumar
- Amaranthus scariosus Benth.
- Amaranthus schinzianus Thell.
- Amaranthus scleranthoides (Andersson) Andersson
- Amaranthus scleropoides Uline & W.L.Bray
- Amaranthus sonoriensis Iamonico & El Mokni
- Amaranthus × soproniensis Priszter & Kárpáti
- Amaranthus sparganicephalus Thell.
- Amaranthus spinosus L.
- Amaranthus squamulatus (Andersson) B.L.Rob.
- Amaranthus standleyanus Parodi ex Covas – szarłat Standleya
- Amaranthus × tamariscinus Nutt.
- Amaranthus tamaulipensis Henrickson
- Amaranthus tarraconensis Sennen & Pau
- Amaranthus × texensis Henrickson
- Amaranthus thunbergii Moq.
- Amaranthus torreyi (A.Gray) Benth. ex S.Watson
- Amaranthus tortuosus Hornem.
- Amaranthus tricolor L.
- Amaranthus tuberculatus (Moq.) J.D.Sauer
- Amaranthus tucsonensis Henrickson
- Amaranthus tunetanus Iamonico & El Mokni
- Amaranthus undulatus R.Br.
- Amaranthus urceolatus Benth.
- Amaranthus viridis L. – szarłat smukły
- Amaranthus viscidulus Greene
- Amaranthus vulgatissimus Speg.
- Amaranthus wallichii Iamonico
- Amaranthus watsonii Standl.
- Amaranthus wrightii S.Watson

## Zastosowanie
- Niektóre gatunki są uprawiane jako rośliny ozdobne, zwłaszcza szarłat zwisły A. caudatus[6] i szarłat trójbarwny A. tricolor[8].
- Niektóre gatunki uprawiane i zbierane przez Indian jako rośliny pokarmowe już 6 tys. lat temu[8]. Z młodych roślin można sporządzać sałatki. Nasiona zawierają sporo tłuszczu, białka (więcej niż zboża, a nawet mleko) i skrobi, a ich wartość energetyczna jest większa niż nasion kukurydzy. Jego uprawa zdobywa coraz większą popularność[12], w ofercie handlowej, także w Polsce, znajduje się mąka zwana mąką z amarantusa. Mąkę te można stosować jako wartościowy dodatek do żywności[13].